# 宁芬堡宫

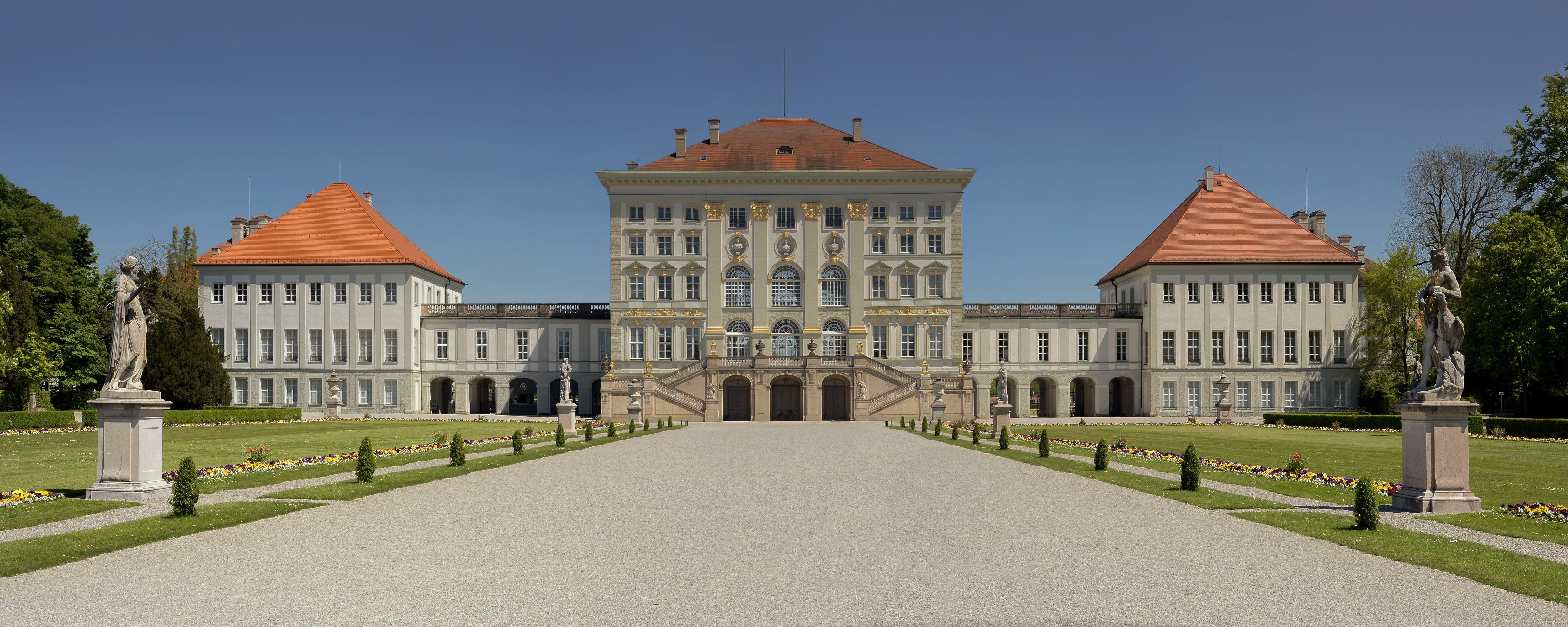
宁芬堡宫正面

宁芬堡宫（德语：Schloss Nymphenburg），或译仙灵堡宫，是德国慕尼黑的一座巴洛克式宫殿，于1675年落成，是巴伐利亚统治者的夏宫，目前寧芬堡宮仍然是屬於巴伐利亞維特爾斯巴赫王朝的財產。

## 历史

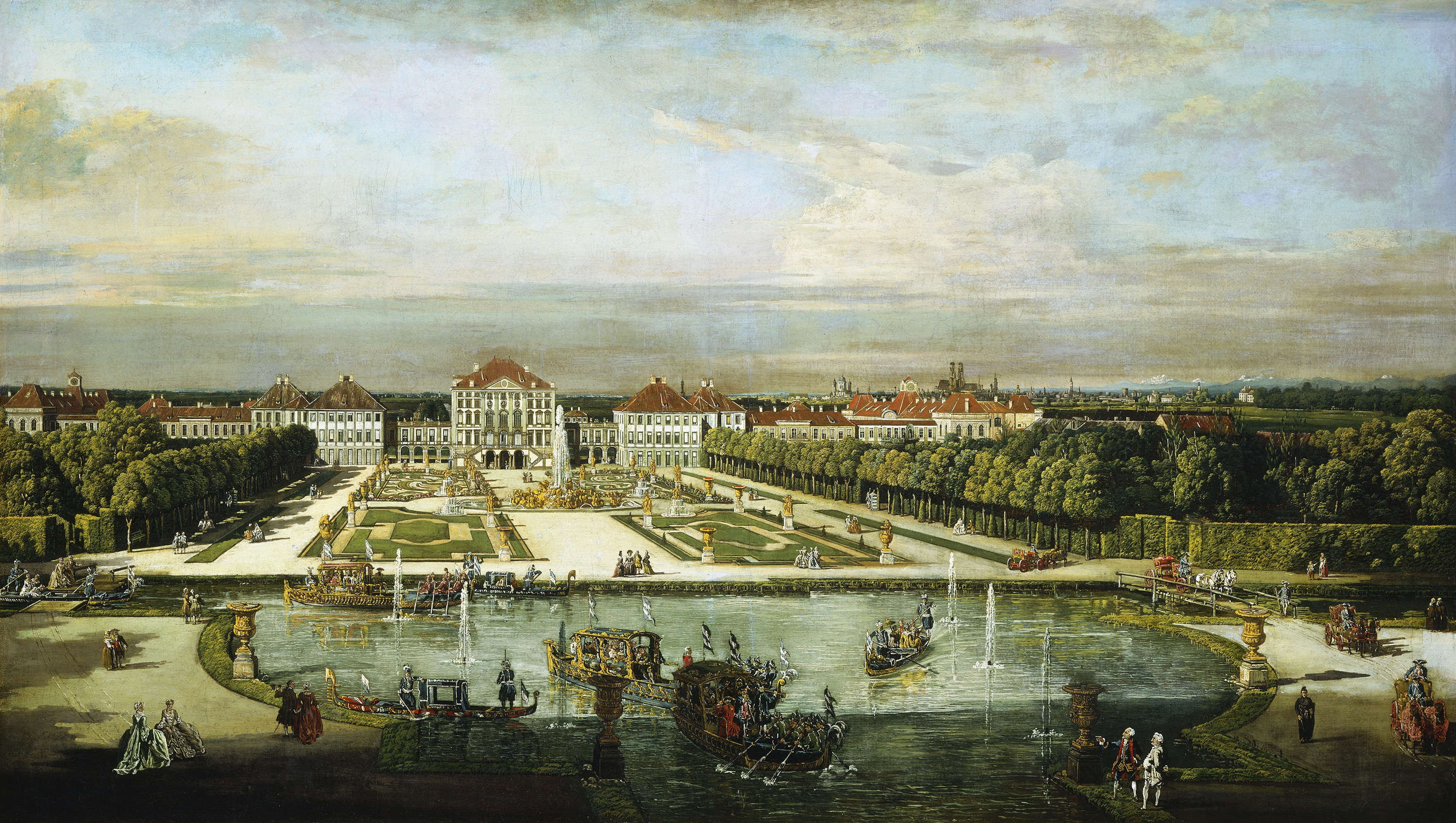
1760年的宁芬堡宫

这座宫殿是选帝侯斐迪南·玛里亚（Ferdinand Maria）和妻子萨伏依的Henriette 阿德莱德在1664年邀请了一批意大利建筑师和艺术家建造，以庆祝王室继承人——儿子选帝侯、子爵马克西米里安二世（Maximilian II Emanuel）的出生。同时建造的还有同为巴洛克式的铁阿提纳教堂。
从1701年开始，巴伐利亚公国的继承人马克西米利安二世对宫殿进行了有系统的扩建。今時今日，宁芬堡宫已对公众开放。

## 宫殿

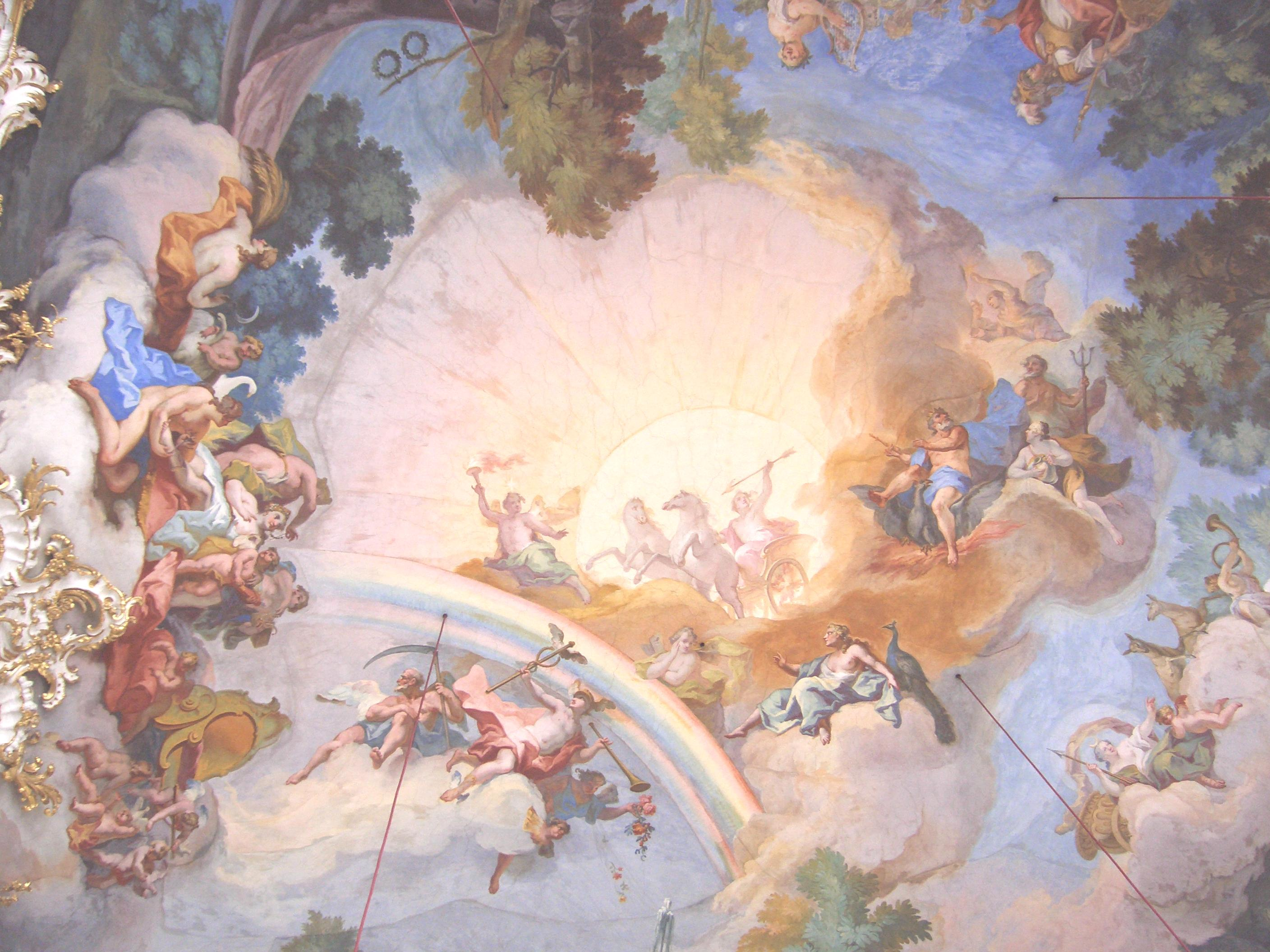
石厅顶部壁画

宫殿和花园如今已经成为慕尼黑重要的观光点。石厅（Steinerner Saal）顶部的壁画由约翰·巴普蒂斯特·齐默尔曼创作，弗兰索瓦·德·屈维利埃负责装饰设计，占据了城堡中央建筑的三层。
一些房间仍保留着最初的巴洛克风格，其余的被重新装饰城洛可可或新古典主义风格。南面建筑以前的小起居室如今成列着路德维希一世的美人画廊，路德维希二世出生的房间也在该建筑中。